# Павленко Сергій Васильович (військовик)
Сергі́й Васи́льович Павленко (псевдо Піксель; (14 травня 2002, м. Дунаївці — 21 грудня 2024, пом. поблизу села Руське Порічне Курської області Російської Федерації) — український військовослужбовець, учасник російсько-української війни.

## Життєпис
Народився 14 травня 2002, в місті Дунаївці Кам'янець-Подільського району Хмельницької області. Закінчив місцеву школу та з дитинства виявляв особливий талант до математики. У 2017 році хлопець став студентом у польському місті Кельце та навчався на техніка-інформатика. До початку російської повномасштабної агресії працював у Польщі програмістом. З початком російської повномасштабної агресії у березні 2022 повернувся до України і став до лав 80 ОДШБр, де став оператором дронів.

### Служба пілотом дронів
У складі 80 ОДШБр Сергій Павленко як пілот FPV-дронів у 2022—2024 рр. воював на Бахмутському напрямку, зокрема в районі Кліщіївки, а з серпня 2024 у Курській області. Протягом цього часу скидами гранат та боєприпасів з дронів він убив щонайменше 200 ворожих бійців і поранив не менш як 240. Також з серпня 2024 командував у Курській області підрозділом, що здійснював аеророзвідку і коригування артилерійського вогню.
Сергій Павленко був медійною особою: знімав свої дії як пілота на екшн-камеру GoPro, давав інтерв'ю таким медіа, як Суспільне Донбас, ТСН, Ukraine Witness, а також преcслужбі своєї 80 ОШБр.
Тодішній командир 80 ОДШБр Еміль Ішкулов згадував про Сергія Павленка:
| Коли „Піксель“ був на позиції, я був спокійний за смугу відповідальності всього батальйону[4] |

### Загибель
Загинув у віці 22 років 21 грудня 2024 року поблизу села Руське Порічне на Курщині внаслідок важкого поранення від ворожого дрона. Похований на Алеї Слави у рідних Дунаївцях.

## Нагороди і вшанування
- Орден «За мужність» III ступеня (2024)[5]
- Орден «За мужність» II ступеня (2024)[6]